# Chrysopidia jocasta
Chrysopidia jocasta är en insektsart som beskrevs av Hölzel 1973. Chrysopidia jocasta ingår i släktet Chrysopidia och familjen guldögonsländor. Inga underarter finns listade i Catalogue of Life.